# Contumyces
Contumyces — рід грибів родини Rickenellaceae. Назва вперше опублікована 2002 року.

## Класифікація
До роду Contumyces відносять 6 видів:
- Contumyces brunneolilacina
- Contumyces brunneolilacinus
- Contumyces rosella
- Contumyces rosellus
- Contumyces vesuviana
- Contumyces vesuvianus